# Романівка (Романівська селищна громада)
Рома́нівка — село в Україні, у Романівській селищній територіальній громаді, Житомирського району, Житомирської області.

## Населення
| Рік                | 1989  | 2001  |
| ------------------ | ----- | ----- |
| Наявне населення   | 1 442 | 1 283 |
| Постійне населення | 1 432 | 1 284 |

## Відомі люди
- Татомир Володимир Степанович (1983—2014) — молодший сержант Збройних сил України, учасник російсько-української війни.